# Selección de fútbol sub-17 de Sri Lanka
La Selección de fútbol sub-17 de Sri Lanka es el equipo que representa al país en el Mundial Sub-17, en el Campeonato Sub-16 de la AFC y en el Campeonato Sub-16 de la SAFF; y es controlado por la Federación de Fútbol de Sri Lanka.

## Participaciones

### Mundial Sub-17
| Sede/Año       | Resultado    | Pos.         | J            | G            | E            | P            | GF           | GC           |
| -------------- | ------------ | ------------ | ------------ | ------------ | ------------ | ------------ | ------------ | ------------ |
| de 1985 a 1997 | No participó | No participó | No participó | No participó | No participó | No participó | No participó | No participó |
| de 1999 a 2015 | No clasificó | No clasificó | No clasificó | No clasificó | No clasificó | No clasificó | No clasificó | No clasificó |
| 2017           | No participó | No participó | No participó | No participó | No participó | No participó | No participó | No participó |
| Total          | 0/17         | -            | -            | -            | -            | -            | -            | -            |

### Campeonato Sub-16 de la AFC
| Sede/Año       | Resultado    | Pos.         | J            | G            | E            | P            | GF           | GC           |
| -------------- | ------------ | ------------ | ------------ | ------------ | ------------ | ------------ | ------------ | ------------ |
| de 1985 a 1996 | No participó | No participó | No participó | No participó | No participó | No participó | No participó | No participó |
| 1998           | No clasificó | No clasificó | No clasificó | No clasificó | No clasificó | No clasificó | No clasificó | No clasificó |
| 2000           | No clasificó | No clasificó | No clasificó | No clasificó | No clasificó | No clasificó | No clasificó | No clasificó |
| 2002           | No clasificó | No clasificó | No clasificó | No clasificó | No clasificó | No clasificó | No clasificó | No clasificó |
| 2004           | No clasificó | No clasificó | No clasificó | No clasificó | No clasificó | No clasificó | No clasificó | No clasificó |
| 2006           | No clasificó | No clasificó | No clasificó | No clasificó | No clasificó | No clasificó | No clasificó | No clasificó |
| 2008           | No clasificó | No clasificó | No clasificó | No clasificó | No clasificó | No clasificó | No clasificó | No clasificó |
| de 2010 a 2012 | No participó | No participó | No participó | No participó | No participó | No participó | No participó | No participó |
| 2014           | No clasificó | No clasificó | No clasificó | No clasificó | No clasificó | No clasificó | No clasificó | No clasificó |
| 2016           | No participó | No participó | No participó | No participó | No participó | No participó | No participó | No participó |
| 2018           | No clasificó | No clasificó | No clasificó | No clasificó | No clasificó | No clasificó | No clasificó | No clasificó |
| Total          | 0/17         | -            | -            | -            | -            | -            | -            | -            |

### Campeonato Sub-16 de la SAFF
| Año   | Sede      | Pos.  | J | G | E | P | GF | GC |
| ----- | --------- | ----- | - | - | - | - | -- | -- |
| 2011  | Nepal     | 5/6   | 2 | 0 | 0 | 2 | 2  | 12 |
| 2013  | Nepal     | 6/7   | 2 | 0 | 0 | 2 | 2  | 7  |
| 2015  | Bangladés | 6/6   | 2 | 0 | 0 | 2 | 0  | 9  |
| Total | Total     | Total | 6 | 0 | 0 | 6 | 4  | 28 |